# Rio Ciorogârla
O Rio Ciorogârla é um rio da Romênia, afluente do Sabar, localizado no distrito de Ilfov e Giurgiu.